# Bewegung in Computerspielen

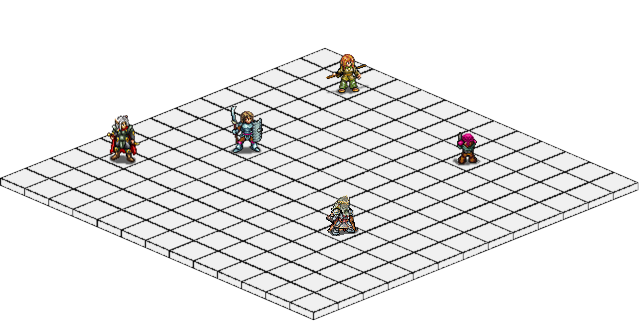
Isometrische Übersicht über ein Taktik-Rollenspiel

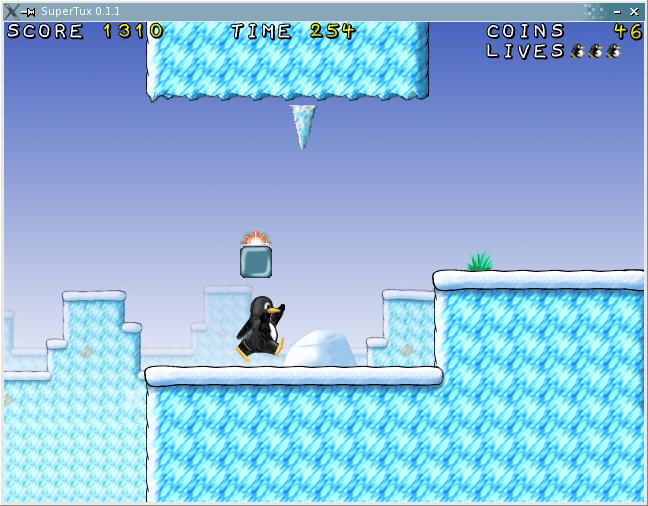
Horizontale Bewegung in einem Jump ’n’ Run

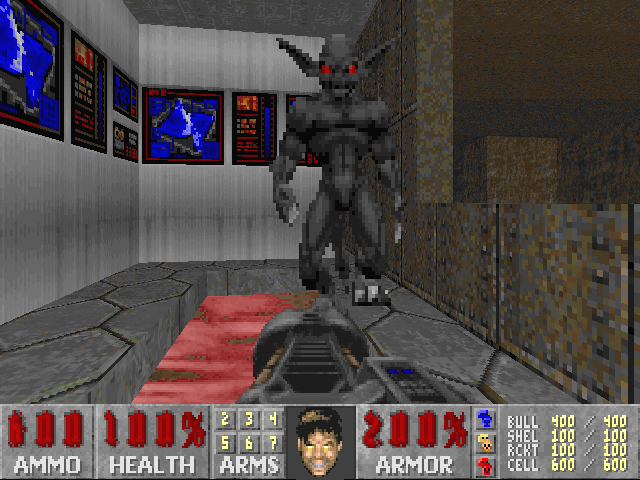
Bewegung in einem Ego-Shooter (3-Dimensionale Welt)

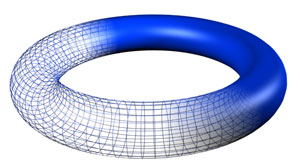
Torus

Die Bewegung in Computerspielen war bereits in den ersten Computerspielen wie Tennis for Two und Spacewar das wichtigste Spielelement. Die Interaktion von spielergesteuerten Objekten (Tennisschläger, Raumschiffe) und ungesteuerten Objekten (Ball, Geschosse) oder sogar selbststeuernden Objekten (Ufo bei Asteroids) war für die frühen Computerspiele bezeichnend. (Die wichtigsten Ausnahmen waren vielleicht Adventure, Hack und Brettspielsimulationen wie Schach.)
Mit der Einführung der Jump-’n’-run-Spiele wurde die Interaktion mehrerer beweglicher Objekte zugunsten einer Beherrschung primär der eigenen Spielfigur zurückgestellt, auch wenn in der weiteren Entwicklung dieser Spielekategorie andere bewegliche Objekte eine wichtige, aber immer noch sekundäre Rolle erhielten.
Bewegungen in frühen Computerspielen waren vor allem translatorisch wie bei Tennis for Two, seltener Drehungen (Tempest). Das sehr frühe Spacewar nutzte die Möglichkeiten der Computertechnologie, um Translationen und Rotationen zu überlagern, dabei das Unabhängigkeitsprinzip der Bewegungen abzubilden und (zumindest in der Translation) zusätzlich zur Position die Geschwindigkeit als erste und die Beschleunigung als zweite Ableitung der Position nach der Zeit darzustellen. Spacewar war also eine einfache, aber für ein zweidimensionales Spiel bemerkenswert vollständige Simulation der Wirklichkeit. Auch Tennis for Two hatte diese Eigenschaften und ließ zudem auf den Ball die Schwerkraft (von einstellbarer Stärke) einwirken.
Ein wichtiges Bewegungsprinzip in zweidimensionalen Spielen, wie sie die frühe Ära der Computerspiele dominieren, ist die „Torus-Wicklung“ (englisch torus wrap). Als einfachste Möglichkeit, Objekte, die den Bildschirmrand überschreiten, im Spiel zu halten, werden dabei Objekte auf der jeweils gegenüberliegenden Bildschirmkante wieder ins Spiel gebracht. Damit wurde das Spielfeld die Abwicklung eines Torus. Zur Illustration: Krümmt man gedanklich den Bildschirm, so dass die Oberkante an die Unterkante anstößt, erhält man ein Rohr, krümmt man dieses Rohr, so dass die Kanten beider Enden aufeinanderliegen, erhält man einen Torus.

## Bewegung in 2D-Welten
- horizontales Scrolling
  - insbesondere Jump 'n' run
- vertikal
  - Shooter/Shoot'n run, z. B. Commando, Shoot-’Em-Up Construction Kit
- Vogelperspektive (nicht immer scrollend)
  - Actionspiele, Rennspiele
  - Taktik-Spiele, z. B. SimCity
- isometrisch
  - Shooter (z. B. Zaxxon)
  - Taktik-Spiele (Strategie, Rollenspiele), z. B. Ant Attack. (Teils rundenbasiert, teils ohne Scrolling)

Bei einfachen bzw. frühen 2D-Spielen steuert der Spieler meist Sprites oder es bewegt sich der Hintergrund. In der Regel erfolgt dabei ein Scrolling des Bildschirms, wodurch die Spielfigur in weitere Bereiche oder Räume eintritt. Ein Spiel ohne Scrolling ist beispielsweise das Plattformspiel Bomb Jack.
Die Steuerung der Bewegungen findet über ein oder mehrere Eingabegeräte statt, die hardwareabhängig sind und ständig vom Programm abgefragt werden. Früher wurden insbesondere Joysticks bevorzugt, heutzutage werden hauptsächlich Mäuse, Tastaturen und Gamepads verwendet.

## Bewegung in 3D-Welten
- Ego-Shooter
- Third-Person-Shooter
- 3D-Jump 'n runs
- 3D-Beat ’em ups
- Rennspiele
- Simulationen wie Flugsimulatoren
- Sportspiele und weitere Genres

Die Bewegung in 3D-Welten ist aufwendiger und wird mittels Spiel-Engines und Grafik-Engines ermöglicht. Die 3D-Welt muss bei Bewegung ständig aktualisiert werden. Dies wird oft mittels Polygonen, Vektoren und Matrizen berechnet und erfolgt meist in Echtzeit (siehe insbesondere Koordinatentransformation).
Bei manchen Spielen existiert auch eine Verfolgerkamera, die man teilweise ebenfalls steuern kann. Je nach Genre gibt es verschiedene Bewegungsarten und Besonderheiten. Der Programmierer muss auch festlegen, welche Gebiete erreichbar sind und welche nicht. Außerdem müssen Objekte oder auch gegnerische Figuren definiert werden und die Interaktion mit diesen sowie die Animationen der Spielfiguren.

### Bewegung in Ego-Shootern

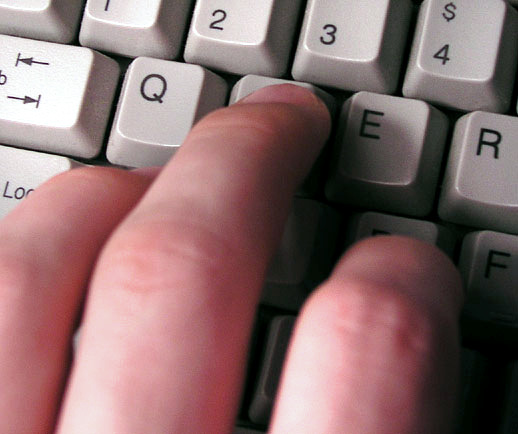
Typische WASD-Steuerung

Unter Bewegung in Ego-Shootern fallen eine Reihe von Möglichkeiten, die Spielfigur eines Ego-Shooters zu steuern. Die grundlegenden Steuerungsmöglichkeiten der Bewegung sind in der Regel die geradlinige Bewegung nach vorne, hinten, links oder rechts (z. B. WASD-Tastaturbelegung), die Drehung und Änderung der Blickrichtung (Maussteuerung) und Sprünge.

#### Strafing
Strafe (englisch to strafe [ˈstreɪːf] „beschießen“) oder auch Strafen (eingedeutscht) beschreibt die Seitwärtsbewegung einer Spielfigur. So beschreibt zum Beispiel „um die Ecke strafen“ in der Regel nicht das normale um-die-Ecke-Laufen (zur Ecke laufen, drehen, weiterlaufen), sondern das strategische, seitwärtige Anlaufen einer Ecke aufgrund möglichen Feindkontaktes dahinter.

#### Straferunning

Vektoraddition

Einige ältere Spiele ermöglichen dem Spielcharakter, durch gleichzeitiges Vorwärts- und Seitwärtslaufen (englisch straferunning) die Höchstgeschwindigkeit in einer Richtung zu überschreiten. Die Höchstgeschwindigkeiten beider Richtungen werden als Vektoren addiert, und nach dem Satz des Pythagoras ergibt sich beispielsweise bei gleichen Höchstgeschwindigkeiten vorwärts und seitwärts eine um etwa 40 % höhere Geschwindigkeit für die diagonale Bewegung.
Straferunning ist unter Spielern von GoldenEye 007 und Perfect Dark ein beliebtes Vorgehen. Das original Doom-Spiel war eines der ersten Spiele, die Straferunning ermöglichten. Die meisten neueren Computerspiele verhindern dagegen diesen Vorteil und stellen sicher, dass der Spieler diagonal mit derselben Geschwindigkeit wie geradeaus läuft.

#### Umkreisen

Umkreisen des Gegners

Durch seitwärtiges Umkreisen eines Gegners – häufig als Circle Strafing bezeichnet – kann ein Vorteil gewonnen werden. Es ermöglicht fortgesetztes Feuern auf den Gegner, während man diesem beständig aus dem Blickfeld läuft.
Einige Spiele bieten ein System, um das Zielen automatisch zu übernehmen, so dass der Spieler lediglich seitwärts laufen muss. Ein bekanntes Beispiel ist das Zielsystem von Zelda: Ocarina of Time oder Metroid Prime, welches die Sicht des Spieles auf den Gegner fixiert, wenn ein bestimmter Knopf gedrückt wird.

#### Tricksprünge
Unter dem Begriff Tricksprung lassen sich alle Sprünge zusammenfassen, die mehr als eine einfache einzelne Anwendung des Sprungbefehls sind.
Der wohl bekannteste Tricksprung ist der Rocketjump (Raketensprung). Dabei zielt der Spieler mit einem Raketenwerfer oder einer anderen Explosivwaffe auf den Boden vor sich, um dann zeitnah zu springen und zu feuern. Durch die Explosion wird der Spieler in größere Höhen geschleudert, als er mit einem normalen Sprung hätte erreichen können. Der Schaden, den der Spieler bei dieser Technik nimmt, hängt vom rechtzeitigen Absprung ab. Außerdem verlangsamen manche Engines den Spieler durch Reibung, wenn er auf dem Boden steht; jene tritt nicht ein, wenn der Spieler sich bereits in der Luft befindet.
Entgegen verbreiteter Annahme hat der Rocketjump seinen Ursprung nicht im Computerspiel Quake (1996), obwohl das Spiel die Technik sicher verbreitet hat durch die Einfachheit, mit dem Raketenwerfer vor sich auf den Boden zu zielen. Rocketjumps gibt es aber bereits in Rise of the Triad (1994), wo sie für die Beendigung des letzten Levels erforderlich sind. Ein horizontaler Rocketjump taucht außerdem in Doom (1993) auf; er ist zur Lösung des Spiels nicht notwendig, war laut Spielentwickler John Romero aber die beabsichtigte Methode.
Aufzugsprung
Fährt der Spieler mit einem Aufzug nach oben, unterstützen manche Spiele, dass der Spieler bei rechtzeitigem Absprung nicht nur die normale Sprunghöhe erreicht, sondern durch den Aufzug noch weiter nach oben geworfen wird.
Ausweichsprung
Manche Spiele wie die Unreal-Tournament-Serie ermöglichen, durch schnelles doppeltes Drücken einer Richtungstaste einen Ausweichsprung durchzuführen (engl. dodging), der den Spieler zum Beispiel schnell aus der Schusslinie bringen kann.

#### Strafe-Jump
Als Strafe-Jump bezeichnet man eine Technik, bei der unmittelbar nach dem Absprung eine der beiden Richtungstasten im Wechsel gedrückt wird, während mit der Maus die Richtung bestimmt wird. Durch eine lückenlose Folge von Strafe-Jumps erlangt der Spieler eine zunehmend höhere Geschwindigkeit. Die Möglichkeit zu Strafe-Jumps trat ursprünglich als Programmfehler in Quake II auf, wurde dann aber im Nachfolger Quake III Arena und einigen anderen Spielen absichtlich als dynamische Bewegungsmöglichkeit integriert.
Bunny-Hopping ist eine Technik in Spielen der Quake-Engine. Der Spieler läuft durch das Level und springt dabei immer wieder gleich ab, sobald er den Boden berührt. Dies kann auch mit Strafejumps verbunden werden, um eine längere Sprunglänge zu erreichen. Bunny-Hopping wird außerdem noch von den meisten Spielern des MMORPGs World of Warcraft angewendet. Ob die Figur dadurch an Geschwindigkeit zunimmt ist umstritten.
Als Doppelsprung werden zwei verschiedene Phänomene bezeichnet: Ein Spielverhalten, das von den Entwicklern beabsichtigt ist, bei dem der Spieler springen und mitten in der Luft erneut springen kann; und ein von den Entwicklern unbeabsichtigtes Verhalten, bei dem der Spieler zusätzliche Höhe gewinnen kann, indem er springt, auf einer Anhöhe landet und mit guter zeitlicher Koordinierung erneut springt.
Die beabsichtigte Variante tritt hauptsächlich in Arcade- und Konsolenspielen auf, während die unbeabsichtigte Variante besonders bekannt in der Quake-Serie ist.